# Копаифера
Копаифера (лат. Copaifera) — род растений семейства Бобовые, распространённых во влажных тропических лесах Южной Америки и Западной Африки. Иногда культивируются.

## Биологическое описание
Представители рода — крупные деревья или древовидные кустарники с парноперистыми очередными листьями. Цветки белые мелкие, собраны в ветвистые метёлки. Смоляные ходы образуют сеть в коре и древесине. 
Растения рода Копаифера является источником копайского бальзама используемого в лакокрасочной промышленности, ранее — в медицине. Для добычи бальзама делают надрезы в стволе деревьев.

## Некоторые виды
По информации базы данных The Plant List, род включает 47 видов:
- Copaifera aromatica Dwyer
- Copaifera baumiana Harms
- Copaifera bracteata Benth.
- Copaifera brasiliensis Dwyer
- Copaifera bulbotricha Rizzini & Heringer
- Copaifera camibar Poveda, Zamora & Sanchez
- Copaifera canime Harms
- Copaifera cearensis Ducke
- Copaifera coriacea Mart.
- Copaifera depilis Dwyer
- Copaifera duckei Dwyer
- Copaifera elliptica Mart.
- Copaifera epunctata Amshoff
- Copaifera galedupa (Prain) Oken
- Copaifera glycycarpa Ducke
- Copaifera grandifolia (Benth.) Malme
- Copaifera guyanensis Desf.
- Copaifera gynohirsuta Dwyer
- Copaifera jacquiniana G.Don
- Copaifera jacquinii Desf.
- Copaifera jussieui Hayne
- Copaifera laevis Dwyer
- Copaifera langsdorffii Desf.
- Copaifera lucens Dwyer
- Copaifera luetzelburgii Harms
- Copaifera magnifolia Dwyer
- Copaifera majorina Dwyer
- Copaifera malmei Harms
- Copaifera marginata Benth.
- Copaifera martii Hayne
- Copaifera mildbraedii Harms
- Copaifera multijuga Hayne
- Copaifera nana Rizzini
- Copaifera oblongifolia Mart.
- Copaifera officinalis L.
- Copaifera panamensis (Britton & Rose) Standl.
- Copaifera paupera (Herzog) Dwyer
- Copaifera piresii Ducke
- Copaifera pubiflora Benth.
- Copaifera religiosa J.Leonard
- Copaifera reticulata Ducke
- Copaifera rondonii Hoehne
- Copaifera sabulicola J.A.S.Costa & L.P. Queiroz
- Copaifera salikounda Heckel
- Copaifera trapezifolia Hayne
- Copaifera utilissima Saldanha
- Copaifera venezuelana Harms & Pittier